# مرقد سلطان مصيب
مرقد سلطان مصيب (بالفارسية: امامزاده سلطان مصیب) هو مرقد شيعي تاريخي يعود إلى السلالة الصفوية، ويقع في مقاطعة إسفراين.